# Inge Kirsner
Inge Kirsner (* 14. September 1963 in Wangen im Allgäu) ist eine deutsche evangelische Theologin.

## Leben
Inge Kirsner besuchte von 1970 bis 1974 die Grundschule in Kißlegg und danach das Rupert-Neß-Gymnasium Wangen, wo sie 1983 das Abitur ablegte. Sie studierte Afrikawissenschaften, Germanistik und Ethnologie an der Universität Hamburg von 1983 bis 1984 und evangelische Theologie an den Universitäten Hamburg und Tübingen von 1985 bis 1992. Nach dem Diplom-Examen am 29. Januar 1992 in evangelischer Theologie in Hamburg hatte sie bis 1994 ein Stipendium der Graduiertenförderung Hamburg. 
Nach der Promotion am 25. Januar 1995 war sie im gleichen Jahr Erzieherin in der Evangelischen Stiftung Alsterdorf. Von 1994 bis 1995 war sie Geschäftsführerin des Zentrums „Kino & Kirche“ für den 26. Deutschen Evangelischen Kirchentag 1995 in Hamburg. 1996 machte sie ein Gemeindepraktikum in der ev. Kirchengemeinde Kißlegg. Von 1996 bis 1999 war sie Bildungsreferentin für gemeindliche Erwachsenenbildung im Hospitalhof Stuttgart. Von 1999 bis 2001 absolvierte sie das Vikariat in der Friedenskirche Stuttgart-Ost (Ordination am 8. Juli 2001). Nach der II. Evangelisch-theologische Dienstprüfung 11. Juli 2001 war sie bis 2002 Pfarrerin z. A. in Altenriet. Von 2004 bis 2006 war sie Pfarrerin mit einem Lehrauftrag für ev. Religionslehre am Schickhardt-Gymnasium Stuttgart. Von 2006 bis 2009 lehrte sie als Juniorprofessorin für Praktische Theologie am Fachbereich Ev. Theologie an der Universität Hamburg. Von 2009 bis 2013 war sie Pfarrerin mit einem Lehrauftrag für ev. Religionslehre und Philosophie am Solitude-Gymnasium, seit 2011 am Friedrich-Eugens-Gymnasium Stuttgart. 
Nach der Habilitation am 8. November 2012 an der Universität Paderborn war sie seit 2013 evangelische Hochschulpfarrerin in Ludwigsburg und seit 2018 Hochschulpfarrerin in Tübingen. Am 21. Juni 2013 hielt sie die Antrittsvorlesung als Privatdozentin für Praktische Theologie und Religionspädagogik am Institut für Evangelische Theologie der Fakultät für Kulturwissenschaften der Universität Paderborn. Sie ist verheiratet und hat zwei Kinder.

## Schriften (Auswahl)
- Erlösung im Film. Praktisch-theologische Analysen und Interpretationen (= Praktische Theologie heute Band 26). Kohlhammer, Stuttgart 1996, ISBN 3-17-014413-8 (zugleich Dissertation, Hamburg 1995).
- mit Hans-Ulrich Gehring: Filmgottesdienste. Theorie und Modelle (= Edition Paideia). Verlag IKS Garamond, Jena 2005, ISBN 3-938203-13-7.
- mit Thomas Böhm: Wo finden wir die blaue Fee? Spiritualität im Film (= Münsterschwarzacher Kleinschriften Band 166). Vier-Türme-Verlag, Schwarzach am Main 2008, ISBN 3-938203-13-7.
- Kirchenbilder und Menschenbildung. Religionspädagogische Studien im Spannungsfeld von Medien, Bildung und Religion (= Studien zur religiösen Bildung Band 3). Evangelische Verlagsanstalt, Leipzig 2013, ISBN 978-3-374-03315-7 (zugleich Habilitationsschrift, Paderborn 2012).
- mit Gerald Birkenstock und Eberhard Schwarz: Sinn formen. Begegnungen zwischen Film und Gottesdienst. Fromm Verlag, Saarbrücken 2015, ISBN 3-8416-0602-4.
- mit Richard Janus: Amos. 8.-11. Schuljahr (= EinFach Religion. Interpretationen, Unterrichtsmodell). Schöningh, Paderborn 2016, ISBN 3-14-053621-6.